# Phygadeuon albirictus
Phygadeuon albirictus är en stekelart som beskrevs av Ezra Townsend Cresson 1879. Phygadeuon albirictus ingår i släktet Phygadeuon och familjen brokparasitsteklar. Inga underarter finns listade i Catalogue of Life.